# Imparfinis
Imparfinis — рід сомоподібних риб з родини гептаптерових  (Heptapteridae). Має 22 види. Наукова назва походить від латинського слова impar, тобто «непарний», «нерівний», та грецького слова finis — «крило», «плавець».

## Опис
Загальна довжина представників цього роду коливається від 6 до 16 см. Голова витягнута, трохи сплощена зверху. Счі маленькі. Є 3 пари вусів, з яких найдовшими є ті, що тягнуться з кутів рота. Є види з однаковою довжиною вусів. Тулуб стрункий. У сі плавці скошені. Спинний плавець помірно високий, з короткою основою. Грудні плавці широкі, округлі. Жировий плавець помірно великий. Анальний плавець широкий. Хвостовий плавець витягнутий, розрізаний.
Забарвлення коливається від прозорого та блідо-сірого до темно-коричневого. У низки видів присутні контрастні темні плями.

## Спосіб життя
Населяють невеликі мілководні струмки з помірною течією. Лише деякі трапляються у великих річках з сильною течією. Віддають перевагу каменисто-піщаному ґрунту. Активні вночі. Живляться комахами та їхніми личинками.
Розмноження має сезонний характер. Самиці гетерогаметні.

## Розповсюдження
Поширені у водоймах Бразилії, Болівії і Коста-Рики.

## Види
- Imparfinis borodini
- Imparfinis cochabambae
- Imparfinis guttatus
- Imparfinis hasemani
- Imparfinis hollandi
- Imparfinis lineatus
- Imparfinis longicaudus
- Imparfinis microps
- Imparfinis minutus
- Imparfinis mirini
- Imparfinis mishky
- Imparfinis munduruku
- Imparfinis nemacheir
- Imparfinis parvus
- Imparfinis pijpersi
- Imparfinis piperatus
- Imparfinis pristos
- Imparfinis pseudonemacheir
- Imparfinis schubarti
- Imparfinis spurrellii
- Imparfinis stictonotus
- Imparfinis timana
- Imparfinis usmai